# Casa Masades (Sant Antoni de Vilamajor)
La casa Masades és un edifici de Sant Antoni de Vilamajor (Vallès Oriental) inclòs a l'Inventari del Patrimoni Arquitectònic de Catalunya.

## Descripció
És una edificació no gaire gran amb façana al carrer vell. Consta de planta baixa i primer pis. La porta és allindada amb un escut, de tipus ovalat. Al costat de la porta hi ha una finestra. Al primer pis hi ha una finestra sobre la vertical de la porta, feta més acuradament que la de la planta baixa.

## Història
Al poble de Sant Antoni de Vilamajor se la considera la casa més antiga del poble i fins i tot contravenint als seus veïns de Sant Pere de Vilamajor, és també tradició considerar-la la casa on va néixer l'infant Ramon, futur Alfons I; però si bé és cert que el carrer Vell és l'antic camí Comtal, l'actual aspecte de la casa no li dona l'antiguitat que se li atorga.